# Classe Kaiser (1874)
Pour les articles homonymes, voir Classe Kaiser.
La classe Kaiser est une série de deux frégates cuirassées construite au début des années 1875 pour la Marine impériale allemande. 

## Histoire

### SMSKaiser
Le leader-ship de la classe, le Kaiser a été lancé le 13 février 1875. En 1889, l'empereur Guillaume II d'Allemagne (1859-1941) embarqua à son bord pour visiter Gênes, Athènes, Istanbul et Venise.

Après 1894 il sert dans des eaux asiatiques dans la Division de l'Extrême-Orient (German East Asia Squadron). Il devient le navire-amiral du vice-amiral Otto von Diederichs et participe à l'opération amphibie de novembre 1897 pour l'obtention du comptoir allemand de Kiautschou en Chine.

Le SMS Kaiser retourne en Allemagne. Le 3 mai 1904, il a été converti en ponton sous le nom d’Uranus. Il est démoli au port de Hambourg en 1920.

### SMSDeutschland
Le Deutschland  fut conçu par Edward James Reed (en). Le bateau avait été prévu avec un gréement qui fut enlevé pendant sa refonte au Chantier naval Impérial de Wilhelmshaven en 1894. Il reçut un armement complémentaire : 1 canon de 210 mm, 7 canons de 150 mm, 6 canons de 100 mm, 9 canons de 88 mm et 5 tubes lance-torpilles de 350 mm.

Avec le croiseur léger SMS Gefion, le SMS Deutschland rejoint l'Escadre d'Extrême-Orient pour renforcer celui-ci en 1898.

Il retourne en Allemagne en 1904 où il est reclassifié comme  ponton sous le nom de Jupiter. Déclassé le 21 mai 1906, il est utilisé comme bateau-cible avant être vendu pour démolition en 1908.

## Les unités de la classe
| Classe Kaiser   | Classe Kaiser           | Classe Kaiser    | Classe Kaiser     | Classe Kaiser   | Classe Kaiser                    | Classe Kaiser |
| Nom             | Chantier naval          | Mise en chantier | Lancement         | Armement        | Fin                              | Photo         |
| --------------- | ----------------------- | ---------------- | ----------------- | --------------- | -------------------------------- | ------------- |
| SMS Kaiser      | Samuda Brothers Londres | en 1872          | 18 mars 1874      | 13 février 1875 | déclassé en 1904 détruit en 1920 |               |
| SMS Deutschland | Samuda Brothers Londres | en 1872          | 12 septembre 1874 | 20 juillet 1875 | déclassé en 1906 rayé en 1908    |               |